# (21423) Credo
(21423) Credo (1998 FJ79) – planetoida z grupy pasa głównego asteroid okrążająca Słońce w ciągu 3,76 lat w średniej odległości 2,42 j.a. Odkryta 24 marca 1998 roku.